# Georgia Holt
Pour les articles homonymes, voir Holt.
Georgia Holt, de son vrai nom Jackie Jean Crouch, est une actrice, chanteuse et mannequin américaine, connue sous le nom de Georgia Pelham, née le 9 juin 1926 dans le comté de White en Arkansas aux États-Unis et morte le 10 décembre 2022.

## Biographie
Georgia Holt naît en 1926, elle a des origines cherokee, irlandaise, anglaise, française et allemande,.
Elle est mère de deux filles, Cherilyn Sarkisian La Pierre, célèbre sous le nom de Cher, et Georganne Lapiere, chacune ayant également emprunté une carrière d'actrice.

### Mariages et relations amoureuses
Georgia Holt se maria par six fois avec différents hommes. Parmi eux, son premier époux John Sarkisian, un chauffeur routier toxicomane, qui quitte le foyer avant la naissance de leur premier enfant, Cherilyn Sarkisian Lapiere (Cher), puis Gilbert Lapiere, qui adopta la première fille de Georgia et avec qui elle aura sa seconde enfant, l'actrice Georganne Lapiere.

## Cinéma
Relativement peu connue du cinéma, elle a joué des petits rôles dans quatre films et a fait une apparition dans une série télévisée de 1950 à 1955. 
- 1950 : Ma vie à moi ((A Life of Her Own)) de George Cukor
- 1950 : Amour et caméra (Watch the Birdie) de Jack Donohue
- 1951 : J'épouse mon mari (Grounds for Marriage) de Robert Z. Leonard
- 1955 : Artistes et modèles (Artists and Models) de Frank Tashlin
- 1955 : The Adventures of Ozzie & Harriet (Série TV), dans l'épisode David's Engagement (saison 4, épisode 1) de Ozzie Nelson

En 1950, Georgia Holt est pressentie pour interpréter le rôle de Angela Phinlay dans le film de John Huston, Quand la ville dort (The Asphalt Jungle) mais le personnage sera finalement donné à Marilyn Monroe.

## Album
• 2013 : Honky Tonk Woman